# ون ستيب كلوزر
ون ستيب كلوزر (بالإنجليزية: One Step Closer)‏ هي أغنية لفرقة الروك الأمريكية لينكين بارك، وهي الأغنية المنفردة الأولى في الألبوم «هايبرد ثيوري». حصلت الأغنية على المرتبة رقم 75 في الولايات المتحدة، وعلى المرتبة رقم 24 في المملكة المتحدة.